# RHA
RHA (englisch rolled homogeneous armour, deutsch ‚gewalzte homogene Panzerung‘) bzw. RHA-e (equivalence, deutsch ‚Äquivalenz‘) bezeichnen die fiktive Dicke einer Panzerung aus Stahl bzw. Panzerstahl in Millimetern, die von einer Panzerabwehrwaffe durchschlagen werden kann bzw. die eine Panzerung haben müsste, wenn sie aus Panzerstahl bestünde. Die Maßeinheit dient zum Vergleich der Durchschlagskraft von Panzerabwehrwaffen und zum Vergleich der Durchschlagsfestigkeit von Panzerungen verschiedener Strukturen und Zusammensetzungen.
Ursprünglich wurden Panzerfahrzeuge des Zweiten Weltkrieges aus Stahlguss oder Walzstahl gebaut. Fortschritte in der Metallurgie führten nach dem Zweiten Weltkrieg zu leistungsfähigeren Stahl-Legierungen, später auch Leichtmetall-Panzerungen, Keramik- sowie Verbundpanzerungen aus Kombinationen mehrerer Stoffe, weswegen eine Kennzahl benötigt wurde, um unterschiedliche Panzerungen und Geschosse miteinander vergleichen zu können.

## RHA
RHA oder kurz Panzerstahl wird in der Literatur und im Sprachgebrauch entweder für den eigentlichen Werkstoff verwendet oder je nach Kontext synonym für RHA-e. Anders als für den theoretisch angenommenen Panzerstahl (RHA-e) gibt es für RHA keine einheitliche Definition über die Werkstoffeigenschaften bzw. die Zusammensetzung. Abhängig vom erzielten Härtegrad wird der Stahl als RHA oder IRHA (englisch improved rolled homogeneous armour, deutsch‚ verbesserte, gewalzte homogene Panzerung‘) bezeichnet.
Die Legierungsbestandteile haben eine große Auswirkung auf die Härtbarkeit des jeweiligen Stahls. Bei gleicher Härte gibt es kaum Unterschiede in der Schutzwirkung der Panzerung. Ein wesentlicher Faktor für die Schutzwirkung einer homogenen Stahlpanzerung wird daher durch die Härte und den Härtungsprozess des Stahls bestimmt. In der Praxis werden solche Panzerstähle je nach Anwendungsgebiet auf eine Härte 28 bis 34 (RHA) bzw. 40 bis 48 HRC (IRHA) gehärtet. Bei zu geringer Härte kann die Panzerung von einem Wuchtgeschoss einfacher durchschlagen werden. Zu hohe Härte verringert zwar die Penetrationsleistung, lässt den Stahl aber spröde werden. Dies kann z. B. dazu führen, dass auch bei nicht durchdrungener Panzerung Splitter auf der Innenseite der Panzerung abplatzen (engl. spalling). Versuche in den 1970er und 1980er Jahren haben ergeben, dass die strukturelle Integrität bei Härtegraden über 52 HRC für Treffer mit Wuchtgeschossen ab Kaliber 20 mm nicht mehr gegeben ist. Gegenüber nicht gehärtetem, homogenem Panzerstahl (ca. 28 bis 34 HRC) ergibt sich bei 40 bis 48 HRC eine Verringerung der Penetrationsleistung von ca. 15 bis 22 %.

## RHA-e
Heute dient die Stärke in RHA-e als Vergleichswert, um die Panzerung von Panzerfahrzeugen bzw. die Penetrationsleistung von panzerbrechender Munition untereinander vergleichen zu können. Der Wert kann hierbei sowohl für das ganze Fahrzeug als Durchschnittswert, aber auch für einzelne Teile der Panzerung verwendet werden. Die Durchschlagsleistung ist stark abhängig von Umgebungsfaktoren wie der Distanz, dem Kontaktwinkel, dem Material und der Geometrie des Penetrators, weswegen die Penetrationsleistung in der Regel als Mittelwert und in tabellarischer Form für mehrere Reichweiten und Winkel angegeben wird. In der Praxis können die RHA-e-Werte selbst für ein Ziel, das mit demselben Munitionstyp evaluiert wurde, um mehr als 100 % abweichen.
Werkstoffkenngrößen werden generell häufig als Intervall angegeben.

## Geschichte
In Deutschland wurde bis etwa 1932 nur spezieller Panzerstahl für Marinezwecke entwickelt, erst danach begann die Entwicklung von Panzerstählen unter dem Namen Panzerwalzstahl („PSt“) für gepanzerte Fahrzeuge. Der Grund hierfür war, dass sich die bis dahin international verbreitete Skelettbauweise für gepanzerte Fahrzeuge als unpraktikabel erwies. Hierbei wurde, ähnlich wie bei Marineanwendungen, gewalzter Stahl mittels Nieten auf ein Gerüst/Chassis aufgebracht (siehe Sturmpanzerwagen A7V). Bei den zunehmend größeren Stärken der gewalzten Stähle konnte so besonders an den Verbindungsstellen kein ausreichender Schutz („schusssichere Naht“) mehr gewährleistet werden. Durch den Umstieg auf Schweißverbindungen (klassische Nähte, Verzahnungen und Verzapfungen) konnte dieser Schutz verbessert werden und zusätzlich zwischen 5 und 10 % an der Gesamtmasse der Panzerung eingespart werden. Ferner konnte die Fertigung beschleunigt werden, weil auf teils tausende Schrauben und Nieten verzichtet werden konnte.
Auf deutscher Seite wurde der Stahl hierfür im Verlauf des 2. Weltkriegs ausschließlich als Elektro-Stahl hergestellt, zunächst von einem einzigen Hersteller, gegen Ende des Krieges jedoch von über 35 Werken und Firmen. Während ab 1932 zunächst mit an Chrom und Nickel herabgesetzten Stählen experimentiert wurde, wurde bis 1945 zunehmend aufgrund der Versorgungslage besonders Nickel, Wolfram oder Molybdän eingespart. Die Dicke der gewalzten Stähle betrug zunächst 5 bis 13 mm, später stellenweise bis zu 250 mm (z.b. beim Jagdtiger)

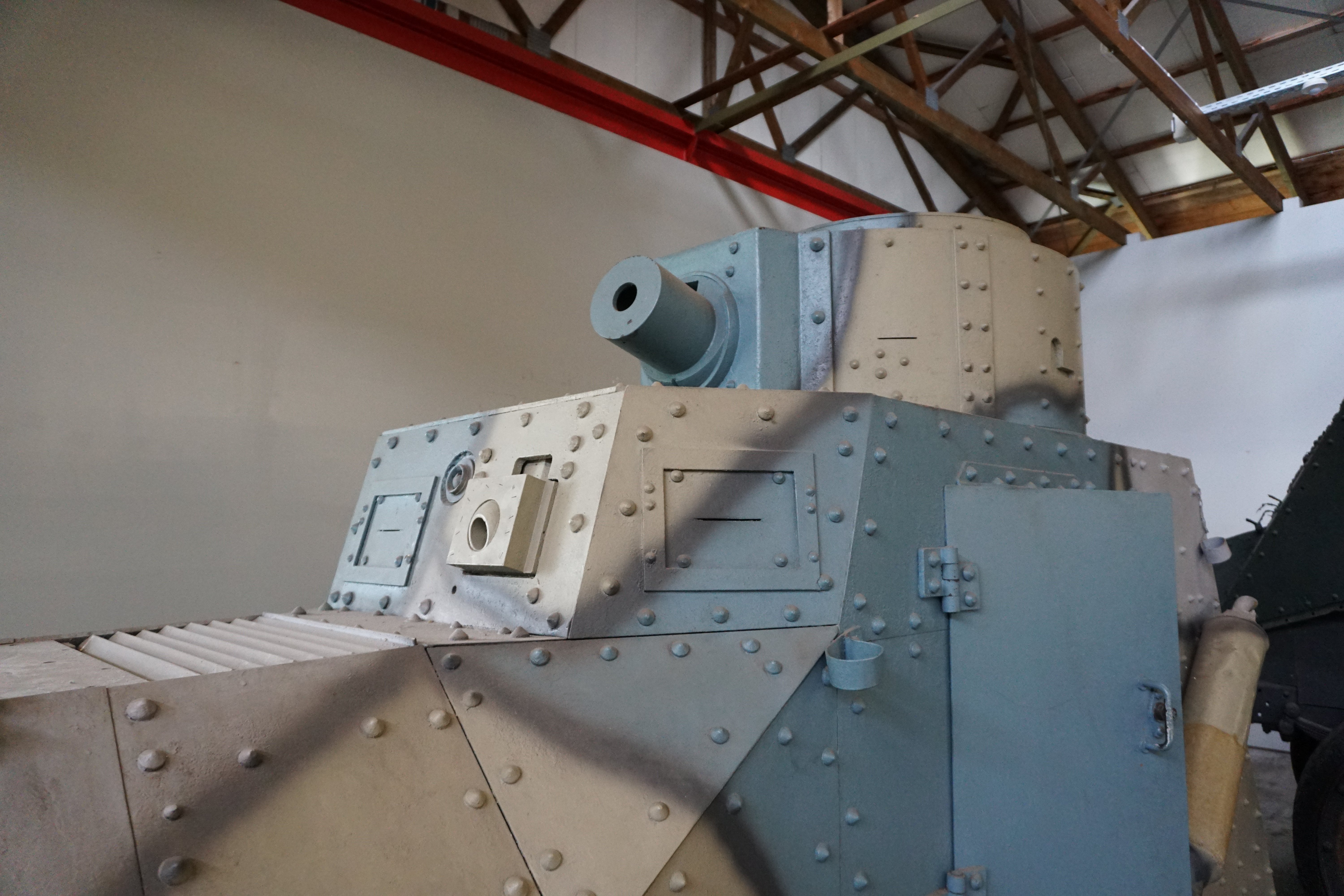
Vernietete Panzerung an einem LK II (4 – 14 mm)
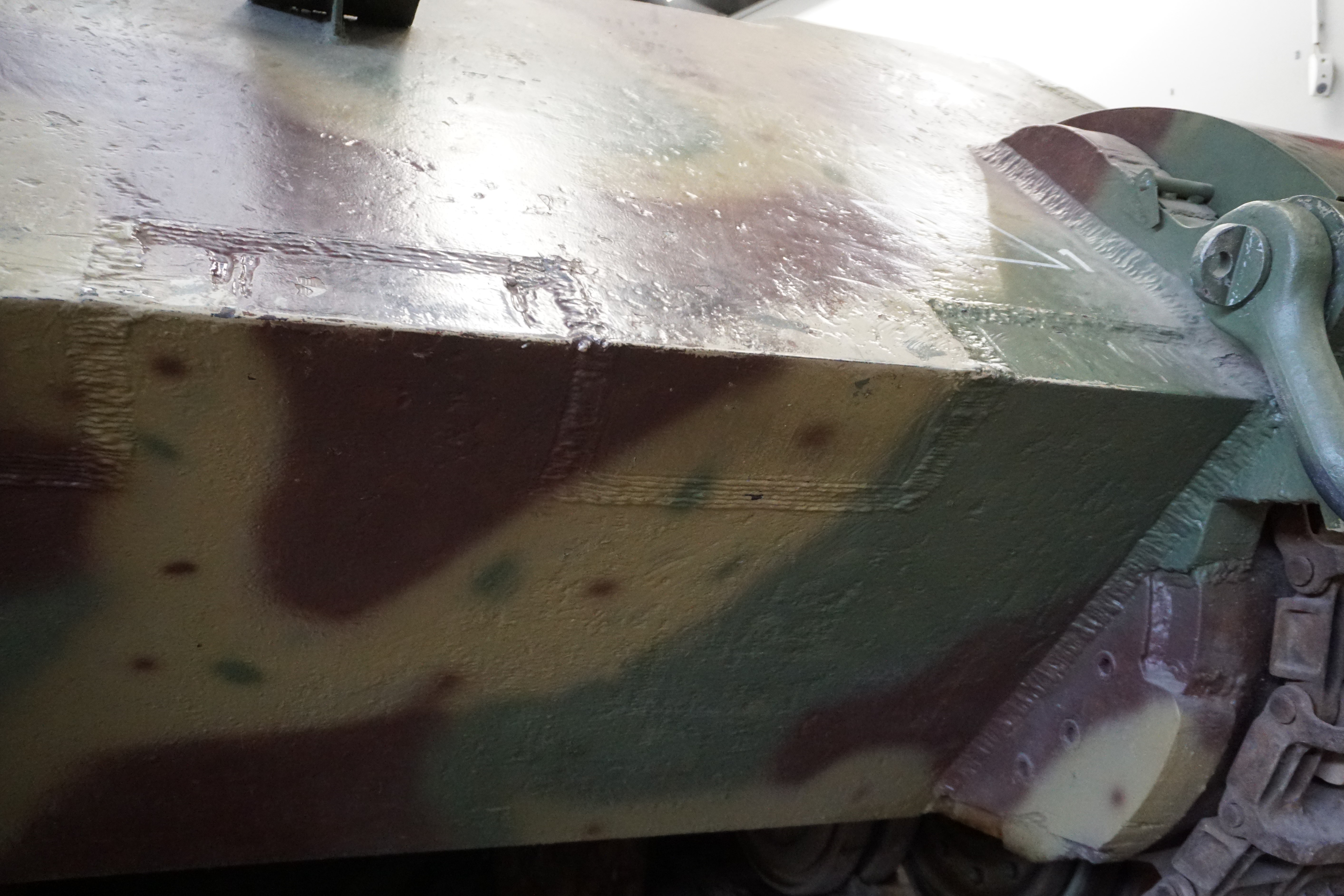
Verzahnt verschweißter Stahl an einem Tiger II (150 mm oben, 100 mm unten)
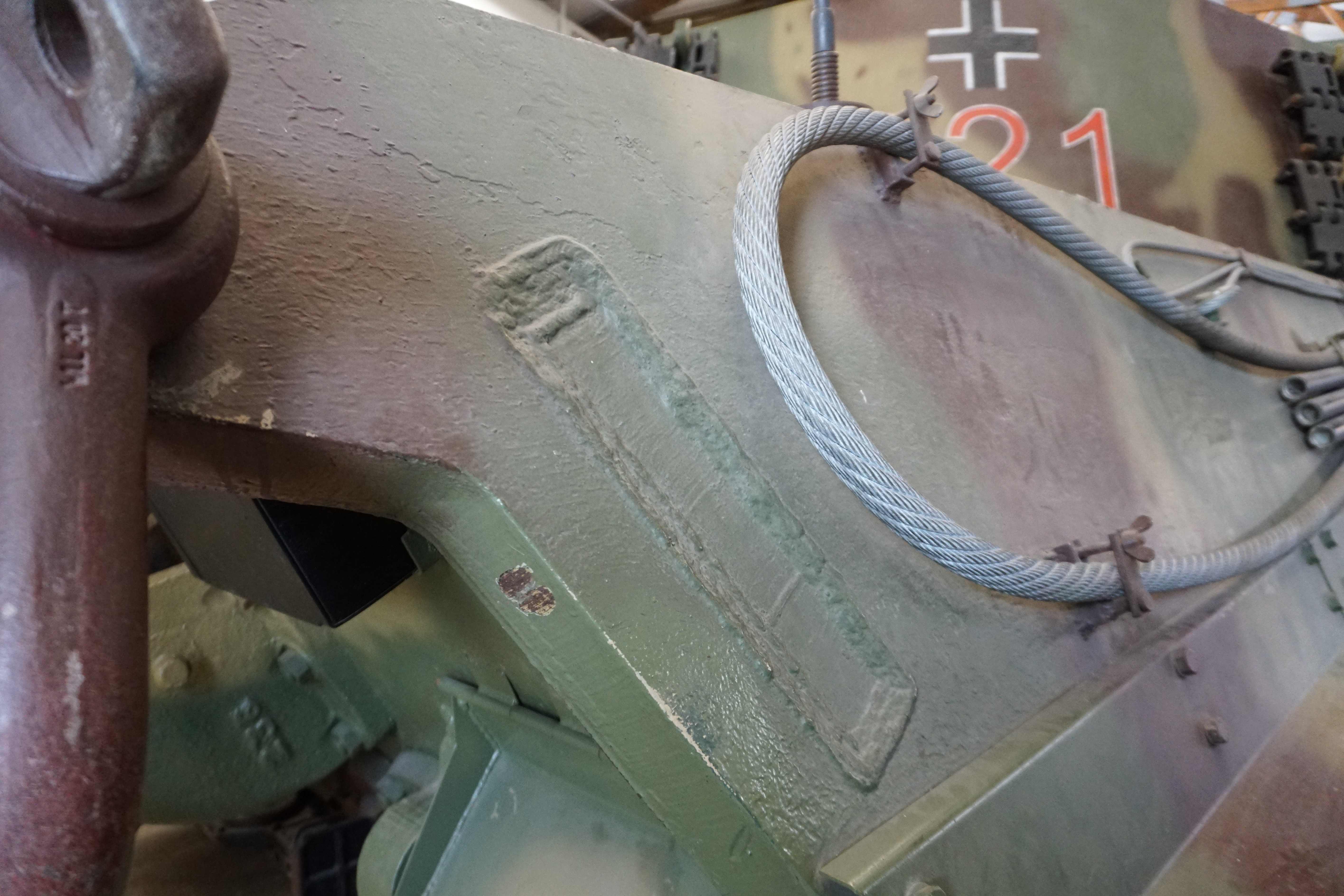
Verzapft verschweißter Stahl an Tiger II (jeweils 80 mm)

### Legierungsbestandteile (Beispiele)
Nach US-Standard MIL-A-12560H besteht RHA aus folgenden Legierungsbestandteilen (in Gewichtsprozent): 0,25 % Kohlenstoff, 2,25 % Nickel, 1,35 % Chrom, 0,25 % Molybdän, 0,25 % Mangan, 0,23 % Silizium, 0,01 % Phosphor und 0,003 % Schwefel